# Fred Fisher
Pour les articles homonymes, voir Fisher.
Fred Fisher (3 septembre 1875 - 14 janvier 1942) est un compositeur américain d'origine allemande, éditeur de musique de Tin Pan Alley.

## Biographie
Fisher naît Albert von Breitenbach à Cologne. Après avoir visité les États-Unis en 1892, il émigre en 1900 et adopte le nom « Fred Fischer ». Il crée la Fred Fischer Music Publishing Company en 1907. Durant la Première Guerre mondiale il change son nom de famille pour Fisher pour faire moins allemand.
En 1914, Fred Fisher épouse Ana Fisher née Davidovitch, plus tard anglicisé en Davis, née en 1896). Leurs enfants Daniel (« Danny » (1920–2001)), Marvin (1916–1993) et Doris Fisher (en) (1915–2003) composent également des chansons de façon professionnelle. Fisher se suicide par pendaison à Manhattan, et est inhumé au cimetière Maimonides à Brooklyn.
En 1970 Fred Fisher est intronisé au Songwriters Hall of Fame.

## Compositions (sélection)
- If the Man in the Moon Were a Coon, de Fred Fischer, Will Rossiter (1867–1954) (pub) (1905) (OCLC 497077685) (son premier succès ; il combine deux thèmes de chansons alors populaires, les Moon songs et les Coon songs)
- Come Josephine in My Flying Machine (en), de Fred Fischer, Shapiro (pub) (1910) (OCLC 6586232)
- Peg o' My Heart, paroles d'Alfred Bryan, musique de Fred Fisher, Leo Feist (pub) (1913) (OCLC 11149171)
- Who paid the rent for Mrs. Rip Van Winkle? musique d'Alfred Bryan, musique de Fred Fischer, Leo Feist (pub) (1914) (OCLC 49782832)
- They Go Wild, Simply Wild, Over Me, paroles de Joe McCarthy (en) (1885–1943), musique de Fred Fisher, McCarthy & Fisher (pub) (1917) (OCLC 17811063)
- The Popular Wobbly (en), parodie de They Go Wild, Simply Wild, Over Me, musique de T-Bone Slim (en) (1880–1942), Industrial Workers of the World (pub) (1920)
- Dardanella, paroles de Fred Fisher, musique de Felix Bernard (en) (1897–1944) et Johnny S. Black (1895–1936), McCarthy & Fisher Inc. (1919) (OCLC 10206915)
- Chicago, de Fred Fisher, Fred Fisher (pub) (1922) (OCLC 20597644)
- That's When Your Heartaches Begin, de William Raskin, George Brown (Billy Hill (en)) et Fred Fisher, Fred Fisher Music Co. (1940) (air de The Ink Spots enregistré en 1957 par Elvis) (OCLC 46387847)
- Your Feet's Too Big (en), d'Ada Benson, Fred Fisher, The Four Ink Spots (1936) (OCLC 497463463)
- I'd Rather Be Blue, paroles de Billy Rose, musique de Fred Fisher, Irving Berlin (pub) (1928) (OCLC 25122790)
- Whispering Grass (en), paroles de Fred Fisher, musique de Doris Fisher (en), Mills Music Inc. (pub) (1940) (OCLC 26008157)

## Filmographie
- My Man (1928) - Fanny Brice chante I'd Rather Be Blue, composition de Fisher-Billy Rose plus tard reprise par Barbra Streisand.
- 1933 : Danseuse étoile (Stage Mother) de Charles Brabin
- Oh, You Beautiful Doll (1949) - Biopic romancée comportant de nombreuses chansons de Fisher. Un entrepreneur de Tin Pan Alley (Mark Stevens) fait d'un compositeur sérieux Fred Breitenbach (S.Z. Sakall) l'auteur-compositeur Fred Fisher.

## Galerie

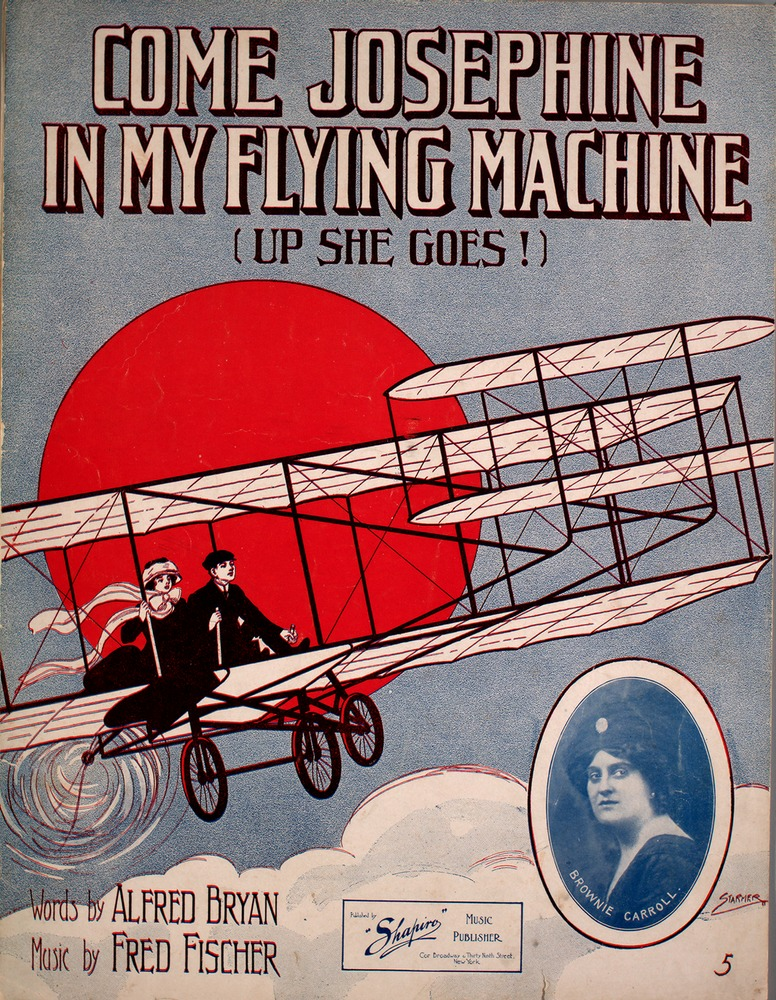
Come Josephine In My Flying Machine (1910)
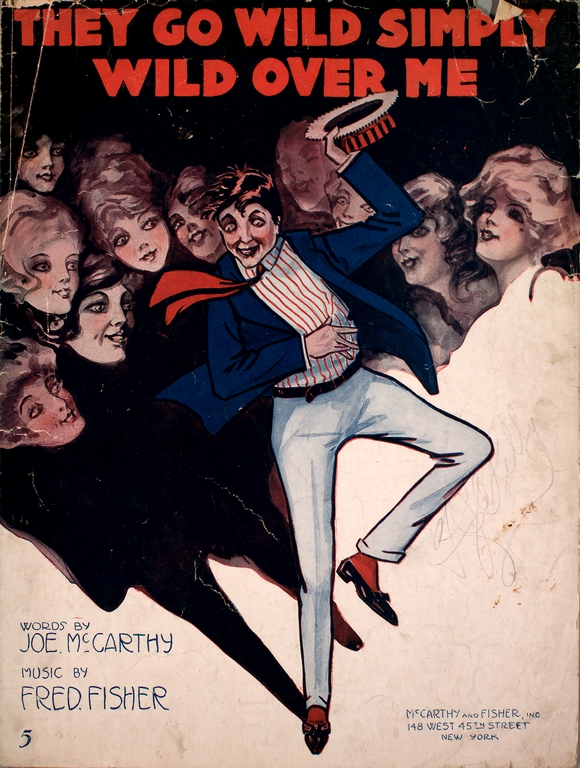
They Go Wild, Simply Wild, Over Me (1917)
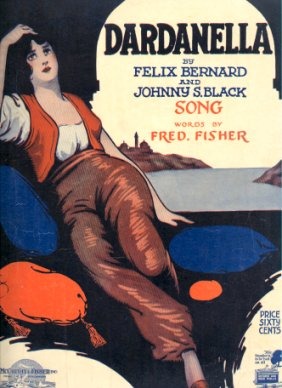
Dardanella (1919)
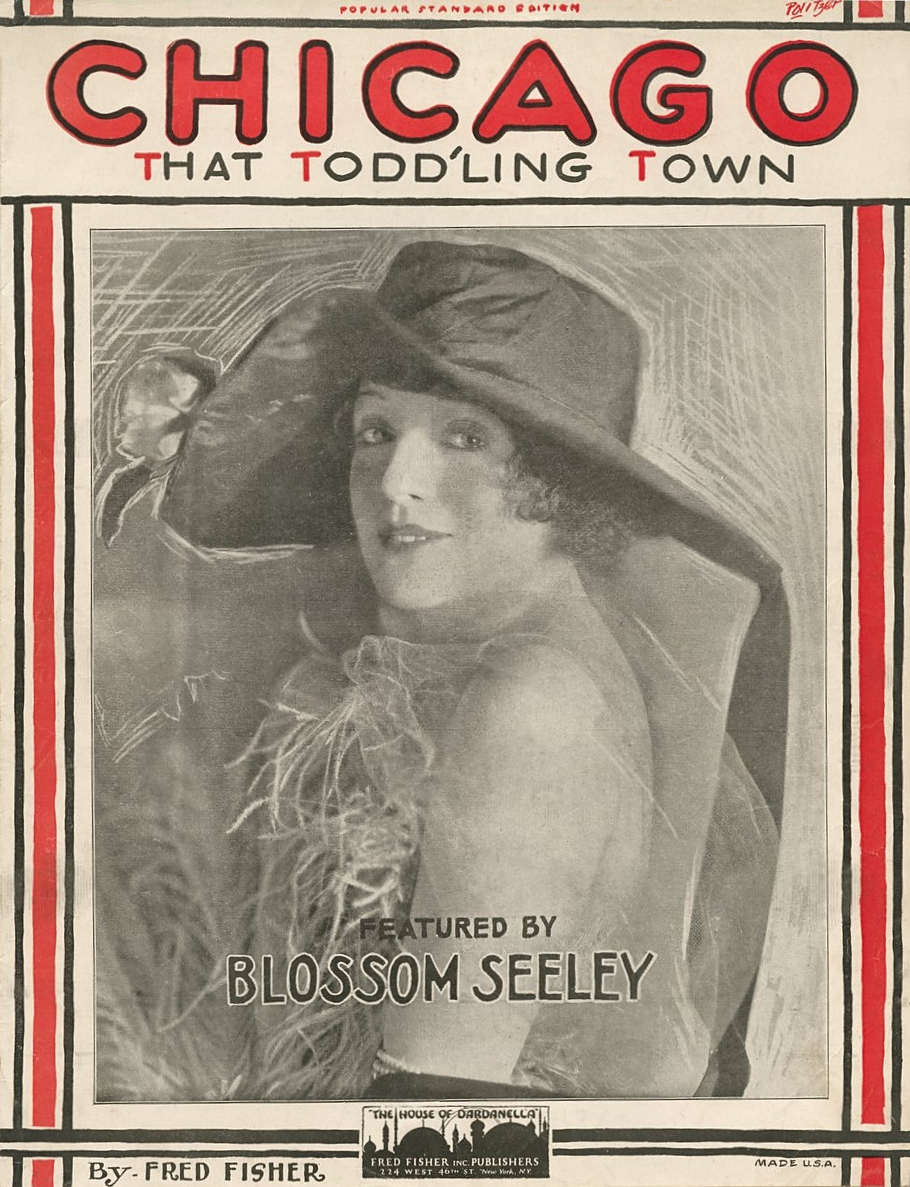
Chicago (1922

## Source de la traduction
- (en) Cet article est partiellement ou en totalité issu de l’article de Wikipédia en anglais intitulé « Fred Fisher » (voir la liste des auteurs).